# Trinchesia divanica
Trinchesia divanica is een slakkensoort uit de familie van de Trinchesiidae. De wetenschappelijke naam van de soort is voor het eerst geldig gepubliceerd in 2002 door Martynov.